# Fußball-Club Bayern München 2010-2011
Questa voce raccoglie le informazioni riguardanti l'Fußball-Club Bayern München nelle competizioni ufficiali della stagione 2010-2011.

## Stagione
Nella sessione estiva di calciomercato Toni Kroos rientra dal prestito al Bayer Leverkusen, ma inizialmente il Bayern non può far affidamento su Arjen Robben; questo a causa di un infortunio rimediato nei recenti Mondiali sudafricani. Il Bayern comincia subito la stagione nel migliore dei modi: sconfigge 2-0 lo Schalke 04 e conquista così la Supercoppa di Germania. In seguito i bavaresi partecipano alla Champions League, e vengono inseriti in gruppo comprendente anche Roma, Basilea e Cluj. I tedeschi si classificano al primo posto davanti ai giallorossi, ma in Bundesliga sono quinti a quattordici punti di distanza dalla capolista Borussia Dortmund al termine del girone di andata. In gennaio avvengono dei movimenti di calciomercato, tra i quali l'acquisto di Luiz Gustavo dall'Hoffenheim, e le cessioni del capitano Mark van Bommel al Milan e quella del difensore centrale Martín Demichelis al Malaga. Ripresa la Champions dopo la pausa invernale il Bayern incontra per il secondo anno consecutivo l'Inter, in quella che è la riedizione della finale dello scorso anno. Nella partita di andata, giocata a Milano, i bavaresi si impongono per 1-0, ma nel ritorno sono i nerazzurri ad avere la meglio: vincono la partita 3-2, e avanzano quindi grazie alla regola dei gol fuori casa. Intanto al Bayern è da poco sfumata anche la possibilità di vincere la Coppa di Germania: la squadra è stata infatti eliminata in semifinale dai futuri vincitori dello Schalke. Poco più di un mese dopo, in seguito al pareggio casalingo contro il Norimberga, Louis van Gaal viene esonerato; la squadra si trova al quarto posto, a quattordici punti dalla vetta, e viene affidata fino al termine della stagione a quello che era il suo assistente, Andries Jonker. Il Bayern arriva al terzo posto finale, validi per accedere ai play-off della successiva Champions League.

## Uniformi
|  | Casa Maglia |  | Casa Alternativa |  | Trasferta Maglia |  | Trasferta Alternativa |  | Trasferta Alternativa 2 |  | Terza Maglia |

## Organigramma societario
Area direttiva
- Presidente:  Uli Hoeneß

Area tecnica
- Allenatore:  Louis van Gaal fino al 10/04/2011,  Andries Jonker dal 10/04/2011
- Vice-Allenatore:  Hermann Gerland
- Direttore Sportivo:  Christian Nerlinger
- Allenatore portieri:  Walter Junghans
- Medico sociale:  Hans-Wilhelm Müller-Wohlfahrt

## Rosa
Aggiornato al 24 luglio 2010.
Vedi anche Bayern Monaco II.

## Organigramma societario
Area tecnica
- Allenatore: Andries Jonker
- Allenatore in seconda: Marcel Bout, Hermann Gerland
- Preparatore dei portieri: Walter Junghans
- Preparatori atletici: Andreas Kornmayer, Klaus Maierstein, Thomas Wilhelmi

## Risultati

### Bundesliga

#### Girone di andata
| Arbitro: | Kinhöfer |

|                              |           |           |
| Müller 9’ Schweinsteiger 90’ | Marcatori | 55’ Džeko |

| Arbitro: | Meyer |

|                        |           |  |
| Iličević 36’ Lakić 37’ | Marcatori |  |

| Monaco di Baviera 11 settembre 2010, ore 18:30 CEST 3ª giornata | Bayern Monaco | 0 – 0 referto | Werder Brema | Allianz Arena (69 000 spett.)\| Arbitro: \| Kircher \| |
| Arbitro:                                                        | Kircher       |               |              |                                                        |

| Monaco di Baviera 18 settembre 2010, ore 15:30 CEST 4ª giornata | Bayern Monaco | 0 – 0 referto | Colonia | Allianz Arena (69 000 spett.)\| Arbitro: \| Zwayer \| |
| Arbitro:                                                        | Zwayer        |               |         |                                                       |

| Arbitro: | Kinhöfer |

|             |           |                       |
| Ibišević 1’ | Marcatori | 62’ Müller 90’ Buyten |

| Arbitro: | Rafati |

|                     |           |                        |
| Svensson 45’ (aut.) | Marcatori | 15’ Allagui 77’ Szalai |

| Arbitro: | Meyer |

|                       |           |  |
| Barrios 51’ Şahin 60’ | Marcatori |  |

| Arbitro: | Fritz |

|                     |           |  |
| Gómez 21’, 77’, 90’ | Marcatori |  |

| Amburgo 22 ottobre 2010, ore 20:30 CEST 9ª giornata | Amburgo | 0 – 0 referto | Bayern Monaco | Imtech Arena (57 000 spett.)\| Arbitro: \| Gräfe \| |
| Arbitro:                                            | Gräfe   |               |               |                                                     |

| Arbitro: | Gagelmann |

|                                                 |           |                                    |
| Demichelis 39’ Gómez 61’ Tymoščuk 72’ Kroos 80’ | Marcatori | 64’ Reisinger 87’ (aut.) Braafheid |

| Arbitro: | Kircher |

|                                     |           |                                       |
| Herrmann 5’ Reus 56’ De Camargo 61’ | Marcatori | 11’ Gómez 40’ Schweinsteiger 84’ Lahm |

| Arbitro: | Kinhöfer |

|                                |           |  |
| Gómez 10’, 75’ Lahm 57’ (rig.) | Marcatori |  |

| Arbitro: | Meyer |

|                  |           |           |
| Vidal 45’ (rig.) | Marcatori | 34’ Gómez |

| Arbitro: | Zwayer |

|                                        |           |            |
| Tymoščuk 29’, 88’ Müller 59’ Gómez 61’ | Marcatori | 33’ Gkekas |

| Arbitro: | Gagelmann |

|                        |           |  |
| Jurado 58’ Höwedes 67’ | Marcatori |  |

| Arbitro: | Rafati |

|                                         |           |  |
| Altıntop 16’ Lahm 71’ (rig.) Ribéry 79’ | Marcatori |  |

| Arbitro: | Kinhöfer |

|                             |           |                                           |
| Harnik 50’, 64’ Gentner 71’ | Marcatori | 31’, 52’, 54’ Gómez 36’ Müller 43’ Ribéry |

#### Girone di ritorno
| Arbitro: | Gräfe |

|             |           |           |
| Riether 86’ | Marcatori | 7’ Müller |

| Arbitro: | Schmidt |

|                                           |           |             |
| Robben 45’ Gómez 46’, 80’, 85’ Müller 90’ | Marcatori | 62’ Morávek |

| Arbitro: | Kinhöfer |

|                 |           |                                             |
| Mertesacker 46’ | Marcatori | 64’ Robben 75’ (aut.) Mertesacker 86’ Klose |

| Arbitro: | Zwayer |

|                                |           |                        |
| Clemens 55’ Novakovič 62’, 73’ | Marcatori | 22’ Gómez 43’ Altıntop |

| Arbitro: | Gagelmann |

|                                     |           |  |
| Gómez 2’ Müller 15’ Robben 63’, 81’ | Marcatori |  |

| Arbitro: | Kircher |

|             |           |                                        |
| Allagui 84’ | Marcatori | 9’ Schweinsteiger 50’ Müller 77’ Gómez |

| Arbitro: | Gräfe |

|             |           |                                  |
| Gustavo 15’ | Marcatori | 9’ Barrios 18’ Şahin 60’ Hummels |

| Arbitro: | Drees |

|                                     |           |            |
| Abdellaoue 16’ Rausch 51’ Pinto 62’ | Marcatori | 55’ Robben |

| Arbitro: | Weiner |

|                                                                  |           |  |
| Robben 40’, 47’, 55’ Ribéry 64’ Müller 79’ Westermann 85’ (aut.) | Marcatori |  |

| Arbitro: | Gagelmann |

|           |           |                     |
| Cissé 17’ | Marcatori | 9’ Gómez 88’ Ribéry |

| Arbitro: | Dingert |

|            |           |  |
| Robben 77’ | Marcatori |  |

| Arbitro: | Kircher |

|            |           |           |
| Eigler 60’ | Marcatori | 4’ Müller |

| Arbitro: | Gräfe |

|                                                 |           |              |
| Rolfes 7’ (aut.) Gómez 28’, 44’, 45’ Ribéry 75’ | Marcatori | 62’ Derdiyok |

| Arbitro: | Drees |

|          |           |                  |
| Rode 53’ | Marcatori | 88’ (rig.) Gómez |

| Arbitro: | Gagelmann |

|                                     |           |                     |
| Robben 6’ Müller 13’, 84’ Gómez 19’ | Marcatori | 8’ (aut.) Badstuber |

| Arbitro: | Kinhöfer |

|          |           |                                                                |
| Eger 78’ | Marcatori | 10’, 52’, 86’ Gómez 32’ Buyten 54’, 84’ Robben 74’, 88’ Ribéry |

| Arbitro: | Meyer |

|                              |           |             |
| Gómez 36’ Schweinsteiger 70’ | Marcatori | 24’ Okazaki |

### Coppa di Germania
| Arbitro: | Dingert |

|  |           |                                          |
|  | Marcatori | 44’ Klose 45’ Ribéry 84’ Kroos 85’ Gómez |

| Arbitro: | Weiner |

|                         |           |            |
| Schweinsteiger 27’, 74’ | Marcatori | 2’ Pizarro |

| Arbitro: | Meyer |

|                                   |           |                                                       |
| Pogrebnjak 32’, 45’ Delpierre 77’ | Marcatori | 6’ Ottl 8’ Gómez 52’, 86’ Klose 81’ Müller 90’ Ribéry |

| Arbitro: | Weiner |

|  |           |                                      |
|  | Marcatori | 26’ Gómez 75’, 80’ Müller 88’ Robben |

| Arbitro: | Meyer |

|  |           |          |
|  | Marcatori | 15’ Raúl |

### Supercoppa di Germania
| Arbitro: | Gräfe |

|  |           |                      |
|  | Marcatori | 75’ Müller 81’ Klose |

### Champions League

#### Fase a gironi
| Arbitro: | Lannoy |

|                      |           |  |
| Müller 78’ Klose 83’ | Marcatori |  |

| Arbitro: | Thomson |

|          |           |                                |
| Frei 18’ | Marcatori | 56’ (rig.), 89’ Schweinsteiger |

| Arbitro: | Atkinson |

|                                            |           |                    |
| Cadú 32’ (aut.) Panin 37’ (aut.) Gómez 77’ | Marcatori | 28’ Cadú 86’ Culio |

| Arbitro: | Gumienny |

|  |           |                                |
|  | Marcatori | 12’, 24’, 71’ Gómez 90’ Müller |

| Arbitro: | Mallenco |

|                                             |           |                |
| Borriello 49’ De Rossi 81’ Totti 84’ (rig.) | Marcatori | 33’, 39’ Gómez |

| Arbitro: | Hansson |

|                              |           |  |
| Ribéry 35’, 50’ Tymoščuk 37’ | Marcatori |  |

#### Fase ad eliminazione diretta
| Arbitro: | Kassai |

|  |           |           |
|  | Marcatori | 90’ Gómez |

| Arbitro: | Proença |

|                      |           |                                  |
| Gómez 21’ Müller 31’ | Marcatori | 4’ Eto'o 63’ Sneijder 88’ Pandev |

## Statistiche

### Statistiche di squadra
| Competizione           | Punti | In casa | In casa | In casa | In casa | In casa | In casa | In trasferta | In trasferta | In trasferta | In trasferta | In trasferta | In trasferta | Totale | Totale | Totale | Totale | Totale | Totale | DR  |
| Competizione           | Punti | G       | V       | N       | P       | Gf      | Gs      | G            | V            | N            | P            | Gf           | Gs           | G      | V      | N      | P      | Gf     | Gs     | DR  |
| ---------------------- | ----- | ------- | ------- | ------- | ------- | ------- | ------- | ------------ | ------------ | ------------ | ------------ | ------------ | ------------ | ------ | ------ | ------ | ------ | ------ | ------ | --- |
| Bundesliga             | 65    | 17      | 13      | 2       | 2       | 48      | 13      | 17           | 6            | 6            | 5            | 33           | 27           | 34     | 19     | 8      | 7      | 81     | 40     | +41 |
| Coppa di Germania      | -     | 2       | 1       | 0       | 1       | 2       | 2       | 3            | 3            | 0            | 0            | 14           | 3            | 5      | 4      | 0      | 1      | 16     | 5      | +11 |
| Supercoppa di Germania | -     | 0       | 0       | 0       | 0       | 0       | 0       | 1            | 1            | 0            | 0            | 2            | 0            | 1      | 1      | 0      | 0      | 2      | 0      | +2  |
| Champions League       | -     | 4       | 3       | 0       | 1       | 10      | 5       | 4            | 3            | 0            | 1            | 9            | 4            | 8      | 6      | 0      | 2      | 19     | 9      | +10 |
| Totale                 | -     | 23      | 17      | 2       | 4       | 60      | 20      | 25           | 13           | 6            | 6            | 58           | 34           | 48     | 30     | 8      | 10     | 118    | 54     | +64 |

### Andamento in campionato
| Giornata  | 1 | 2  | 3  | 4 | 5 | 6 | 7  | 8  | 9  | 10 | 11 | 12 | 13 | 14 | 15 | 16 | 17 | 18 | 19 | 20 | 21 | 22 | 23 | 24 | 25 | 26 | 27 | 28 | 29 | 30 | 31 | 32 | 33 | 34 |
| --------- | - | -- | -- | - | - | - | -- | -- | -- | -- | -- | -- | -- | -- | -- | -- | -- | -- | -- | -- | -- | -- | -- | -- | -- | -- | -- | -- | -- | -- | -- | -- | -- | -- |
| Luogo     | C | T  | C  | C | T | C | T  | C  | T  | C  | T  | C  | T  | C  | T  | C  | T  | T  | C  | T  | T  | C  | T  | C  | T  | C  | T  | C  | T  | C  | T  | C  | T  | C  |
| Risultato | V | P  | N  | N | V | P | P  | V  | N  | V  | N  | V  | N  | V  | P  | V  | V  | N  | V  | V  | P  | V  | V  | P  | P  | V  | V  | V  | N  | V  | N  | V  | V  | V  |
| Posizione | 6 | 12 | 11 | 9 | 8 | 9 | 12 | 10 | 11 | 7  | 9  | 6  | 8  | 5  | 7  | 6  | 5  | 5  | 4  | 3  | 5  | 3  | 3  | 4  | 5  | 4  | 4  | 3  | 4  | 3  | 4  | 3  | 3  | 3  |

Legenda:

Luogo: C = Casa; T = Trasferta. Risultato: V = Vittoria; N = Pareggio; P = Sconfitta.

### Statistiche dei giocatori
| Giocatore         | Bundesliga | Bundesliga | Bundesliga  | Bundesliga | Coppa di Germania | Coppa di Germania | Coppa di Germania | Coppa di Germania | Supercoppa di Germania | Supercoppa di Germania | Supercoppa di Germania | Supercoppa di Germania | Champions League | Champions League | Champions League | Champions League | Totale   | Totale | Totale      | Totale     |
| Giocatore         | Presenze   | Reti       | Ammonizioni | Espulsioni | Presenze          | Reti              | Ammonizioni       | Espulsioni        | Presenze               | Reti                   | Ammonizioni            | Espulsioni             | Presenze         | Reti             | Ammonizioni      | Espulsioni       | Presenze | Reti   | Ammonizioni | Espulsioni |
| ----------------- | ---------- | ---------- | ----------- | ---------- | ----------------- | ----------------- | ----------------- | ----------------- | ---------------------- | ---------------------- | ---------------------- | ---------------------- | ---------------- | ---------------- | ---------------- | ---------------- | -------- | ------ | ----------- | ---------- |
| H. Butt           | 23         | 0          | 0           | 0          | 3                 | 0                 | 0                 | 0                 | -                      | -                      | -                      | -                      | 4                | 0                | 0                | 0                | 30       | 0      | 0           | 0          |
| T. Kraft          | 12         | 0          | 0           | 0          | 2                 | 0                 | 0                 | 0                 | 1                      | 0                      | 0                      | 0                      | 4                | 0                | 1                | 0                | 19       | 0      | 1           | 0          |
| R. Sattelmaier    | -          | -          | -           | -          | -                 | -                 | -                 | -                 | -                      | -                      | -                      | -                      | -                | -                | -                | -                | -        | -      | -           | -          |
| H. Badstuber      | 23         | 0          | 5           | 0          | 3                 | 0                 | 0                 | 0                 | 1                      | 0                      | 0                      | 0                      | 5                | 0                | 1                | 0                | 32       | 0      | 6           | 0          |
| Breno             | 13         | 0          | 0           | 1          | 2                 | 0                 | 0                 | 0                 | -                      | -                      | -                      | -                      | 3                | 0                | 1                | 0                | 18       | 0      | 1           | 1          |
| D. Contento       | 14         | 0          | 0           | 0          | 1                 | 0                 | 0                 | 0                 | 1                      | 0                      | 0                      | 0                      | 3                | 0                | 0                | 0                | 19       | 0      | 0           | 0          |
| P. Lahm           | 34         | 3          | 3           | 0          | 5                 | 0                 | 1                 | 0                 | 1                      | 0                      | 0                      | 0                      | 8                | 0                | 0                | 0                | 48       | 3      | 4           | 0          |
| D. Buyten         | 21         | 2          | 1           | 0          | 3                 | 0                 | 0                 | 0                 | -                      | -                      | -                      | -                      | 5                | 0                | 0                | 0                | 29       | 2      | 1           | 0          |
| H. Altıntop       | 14         | 2          | 1           | 0          | 3                 | 0                 | 0                 | 0                 | 1                      | 0                      | 0                      | 0                      | 7                | 0                | 0                | 0                | 25       | 2      | 1           | 0          |
| N. Jüllich        | -          | -          | -           | -          | -                 | -                 | -                 | -                 | -                      | -                      | -                      | -                      | -                | -                | -                | -                | -        | -      | -           | -          |
| T. Kroos          | 27         | 1          | 3           | 0          | 3                 | 1                 | 0                 | 0                 | -                      | -                      | -                      | -                      | 7                | 0                | 2                | 0                | 37       | 2      | 5           | 0          |
| L. Gustavo        | 14         | 1          | 1           | 0          | 2                 | 0                 | 0                 | 0                 | -                      | -                      | -                      | -                      | 2                | 0                | 2                | 0                | 18       | 1      | 3           | 0          |
| A. Ottl           | 15         | 0          | 0           | 0          | 3                 | 1                 | 0                 | 0                 | 1                      | 0                      | 1                      | 0                      | 3                | 0                | 1                | 0                | 22       | 1      | 2           | 0          |
| D. Pranjić        | 28         | 0          | 2           | 0          | 4                 | 0                 | 0                 | 0                 | 1                      | 0                      | 0                      | 0                      | 7                | 0                | 2                | 0                | 40       | 0      | 4           | 0          |
| F. Ribéry         | 25         | 7          | 5           | 0          | 3                 | 2                 | 0                 | 0                 | -                      | -                      | -                      | -                      | 4                | 2                | 1                | 0                | 32       | 11     | 6           | 0          |
| B. Schweinsteiger | 32         | 4          | 6           | 0          | 5                 | 2                 | 0                 | 0                 | 1                      | 0                      | 0                      | 0                      | 7                | 2                | 3                | 0                | 45       | 8      | 9           | 0          |
| A. Tymoščuk       | 26         | 3          | 3           | 0          | 4                 | 0                 | 2                 | 0                 | 1                      | 0                      | 0                      | 0                      | 6                | 1                | 0                | 0                | 37       | 4      | 5           | 0          |
| M. Gomez          | 32         | 28         | 2           | 0          | 5                 | 3                 | 0                 | 0                 | -                      | -                      | -                      | -                      | 8                | 8                | 2                | 0                | 45       | 39     | 4           | 0          |
| M. Klose          | 20         | 1          | 2           | 0          | 4                 | 3                 | 0                 | 0                 | 1                      | 1                      | 0                      | 0                      | 2                | 1                | 0                | 0                | 27       | 6      | 2           | 0          |
| T. Müller         | 34         | 12         | 2           | 0          | 5                 | 3                 | 0                 | 0                 | 1                      | 1                      | 0                      | 0                      | 8                | 3                | 0                | 0                | 48       | 19     | 2           | 0          |
| I. Olić           | 6          | 0          | 1           | 0          | 1                 | 0                 | 0                 | 0                 | 1                      | 0                      | 0                      | 0                      | 2                | 0                | 0                | 0                | 10       | 0      | 1           | 0          |
| A. Robben         | 14         | 12         | 3           | 1          | 2                 | 1                 | 1                 | 0                 | -                      | -                      | -                      | -                      | 2                | 0                | 0                | 0                | 18       | 13     | 4           | 1          |
| N. Sansone        | -          | -          | -           | -          | -                 | -                 | -                 | -                 | -                      | -                      | -                      | -                      | -                | -                | -                | -                | -        | -      | -           | -          |
| D. Alaba          | 2          | 0          | 0           | 0          | 1                 | 0                 | 0                 | 0                 | -                      | -                      | -                      | -                      | -                | -                | -                | -                | 3        | 0      | 0           | 0          |
| E. Braafheid      | 3          | 0          | 0           | 0          | 1                 | 0                 | 0                 | 0                 | -                      | -                      | -                      | -                      | 1                | 0                | 0                | 0                | 5        | 0      | 0           | 0          |
| M. Demichelis     | 6          | 1          | 1           | 0          | 1                 | 0                 | 0                 | 0                 | 1                      | 0                      | 0                      | 0                      | 2                | 0                | 1                | 0                | 10       | 1      | 2           | 0          |
| M. van Bommel     | 13         | 0          | 2           | 0          | 2                 | 0                 | 0                 | 0                 | -                      | -                      | -                      | -                      | 3                | 0                | 0                | 0                | 18       | 0      | 2           | 0          |
| J. Sosa           | -          | -          | -           | -          | -                 | -                 | -                 | -                 | 1                      | 0                      | 0                      | 0                      | -                | -                | -                | -                | 1        | 0      | 0           | 0          |